# Papuavaktel
Papuavaktel (Synoicus monorthonyx) är en fågel i familjen fasanfåglar inom ordningen hönsfåglar.

## Utseende och läte
Papuavakteln är en mycket stor vaktel, med knubbig kropp, gult på näbb och ben samt på ryggen svarta tvärband och vita strimmor. Honan har en tydliga vita pilspetsformad teckningar med svarta kanter på bröstet medan hanens bröst är svartbandat och resten av undersidan roströd. Den enda förväxlingsrisken är en beckasin eller morkulla, men dessa har mycket längre näbbar. När den skräms upp hörs ett ljudligt vingbuller parat med ett ljudligt skri.

## Utbredning och systematik
Fågeln förekommer på alpina gräsmarker i Sudirmanbergen, på västra Nya Guinea. På 2000-talet har den upptäckts även i Star Mountains.

### Släktestillhörighet
Arten placeras traditionellt som enda art i släktet Anurophasis. DNA-studier har visat att den dock står nära brunvakteln (Synoicus ypsilophora) och förs därför numera vanligen till Synoicus.

## Status
Arten har ett stort utbredningsområde och beståndet anses vara stabilt. Internationella naturvårdsunionen IUCN listar den därför som livskraftig (LC).